# Hon na muže
Hon na muže (v anglickém originále Manhunt) je v pořadí devatenáctá epizoda druhé sezóny seriálu Star Trek: Nová generace.
V této epizodě se podruhé objevila Lwaxana Troi, matka Deanny Troi.

## Příběh
Na planetě Pacifica se má uskutečnit důležitá konference a USS Enterprise-D má za úkol na ni dopravit dva antedeanské velvyslance. Antedeané (z nichž jednoho ztvárnil Mick Fleetwood, člen rockové skupiny Fleetwood Mac), kteří vypadají jako chodící ryby, dorazí v katatonickém stavu, do kterého se uvedli, aby přestáli cestu vesmírem. Když se probudí, jsou extrémně hladoví, a to je také důvodem, proč si s sebou přivezli velkou zásobu svého oblíbeného jídla nazývaného vermicula.
Během cesty na konferenci se Enterprise setká s federačním raketoplánem, na jehož palubě se nachází Betazoid velvyslankyně Lwaxana Troi, matka poradkyně Deanny Troi. Společně se svým mlčenlivým sluhou jménem Homn se nalodí na Enterprise a pokračují v cestě.
Posádka však neví, že Lwaxana se zrovna nachází v období, kdy se betazoidským ženám ve středním věku čtyř i vícenásobně zvyšuje sexuální touha. A protože je to dlouho, co ovdověla, začne se poohlížet po novém manželovi. Začne u kapitána Picarda, ale ten pozve na jejich soukromou večeři androida Data, aby její záměry překazil. Ta se tedy začne poohlížet po jiných kandidátech. Vybere si komandéra Rikera, ale její dcera se jí od toho snaží odradit. Zvažuje dokonce i Rexe, barmana ze simulátoru, ale Picard ji později vyvede z omylu a vysvětlí, že není skutečný.
Chvíli před konferencí se antedeanští velvyslanci probudí a spořádají veškerou svou zásobu vermiculy. Když se potkají s Lwaxanou, ta okamžitě díky svým betazoidským schopnostem odhalí, že jsou to teroristé, kteří chtějí celou konferenci vyhodit do vzduchu. Jsou zatčeni a Lwaxana jde na konferenci s vědomím, že pokud nenašla nového manžela, alespoň konferenci zachránila.